# Estació de Llefià
Llefià és una estació de la línia 10 Nord del metro de Barcelona. Dona servei al barri badaloní de Llefià, d'alta densitat de població i d'un terreny amb diversos desnivells. Se situa al costat del mercat de Llefià, on té tres accessos: a l'avinguda d'Amèrica amb el carrer de Bartomeu i dos a la Ronda de Sant Antoni de Llefià. L'estació té ascensors i escales mecàniques.
La previsió inicial era obrir l'estació l'any 2004 i posteriorment l'any 2008. però donats els contratemps no es va posar en funcionament fins al 18 d'abril del 2010.
| Metro de Barcelona     |            |       |          |                        |
| Procedència/Destinació | <          | Línia | >        | Procedència/Destinació |
| La Sagrera             | Bon Pastor |       | La Salut | Gorg                   |
| Projectat              |            |       |          |                        |
| Pratenc                | Bon Pastor |       | La Salut | Gorg                   |

## Accessos
- Ronda de Sant Antoni de Llefià
- Avinguda d'Amèrica

## Galeria

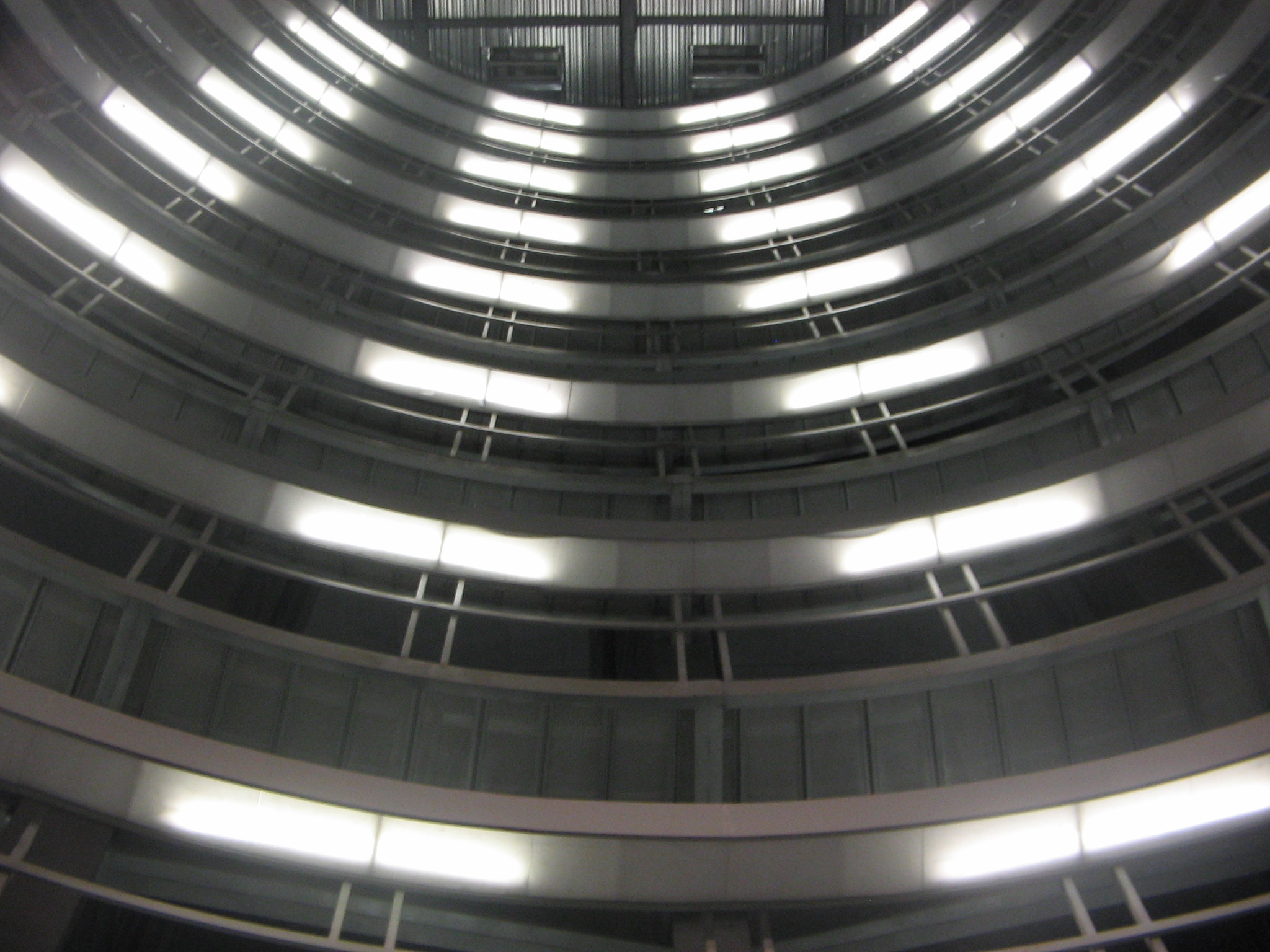
Pou on estan ubicats els ascensors de gran capacitat.
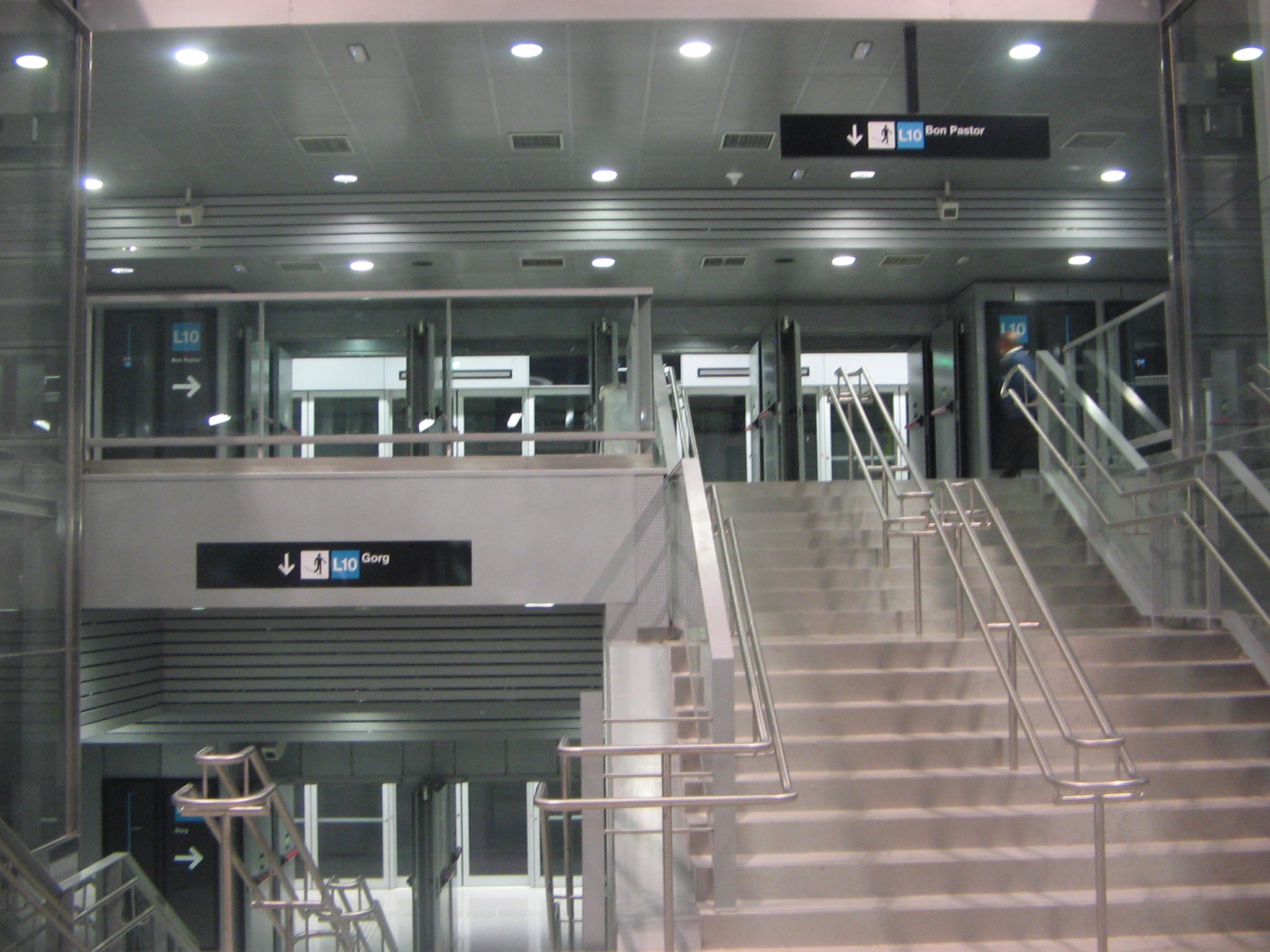
Accés a les andanes des de la preandana.